# Saint-Quirin
Saint-Quirin település Franciaországban, Moselle megyében. Lakosainak száma 693 fő (2022. január 1.). Saint-Quirin Abreschviller, Métairies-Saint-Quirin, Lutzelhouse, Turquestein-Blancrupt, Vasperviller és Wisches községekkel határos.

## Népesség
A település népessége az elmúlt években az alábbi módon változott:
| Lakosok száma | 847  | 912  | 904  | 821  | 768  | 735  | 722  | 711  | 705  | 693  |
|               | 1968 | 1982 | 1990 | 2006 | 2013 | 2015 | 2017 | 2019 | 2020 | 2022 |